# Вінс Кларк
Вінс Кларк (Vince Clarke, повне ім'я Vincent John Martin, 3 липня 1960) — британський музикант та композитор, один із засновників культового гурту Depeche Mode.